# Alexandr Zúyev (baloncestista)
Alexandr Lvóvich Zúyev (en ruso: Александр Львович Зуев; Bereznikí, 4 de octubre de 1996) es un deportista ruso que compite en baloncesto en la modalidad de 3×3. Participó en los Juegos Olímpicos de Tokio 2020, obteniendo una medalla de plata en el torneo masculino.

## Palmarés internacional
| Juegos Olímpicos | Juegos Olímpicos | Juegos Olímpicos | Juegos Olímpicos |
| Año              | Lugar            | Medalla          | Competición      |
| ---------------- | ---------------- | ---------------- | ---------------- |
| 2020             | Tokio (Japón)    | Medalla de plata | Torneo masculino |